# Heptaradiata rioplatensis
Heptaradiata rioplatensis is een hydroïdpoliep uit de familie Geryoniidae. De poliep komt uit het geslacht Heptarradiata. Heptaradiata rioplatensis werd in 1989 voor het eerst wetenschappelijk beschreven door Zamponi & Genzano. 